# Туффі
Туффі (нар. 1946, Індія — 1989, Париж, Франція) — індійська слониха, що стала широко відомою тим, що вистрибнула з вагону поїзда Вуппертальської підвісної залізниці у Вупперталі під час руху.

## Життєпис
Туффі народилася в Індії в 1946 році та була продана дресирувальнику Францу Альтгоффу у віці трьох років. Альтгофф народився 1908 року поблизу Бонна. Він походив зі старовинної циркової родини, яка працювала в цій галузі принаймні з XVII століття. Його предки спеціалізувалися на дресируванні тварин і переважно виконували трюки з кіньми. Франца зацікавили екзотичні тварини ще в ранньому віці. Тому він з часом зосередився на дресируванні цих тварин, відділившись від найстарішої німецької циркової трупи «Цирк Альтгофф», та створивши у 1937 році власну компанію «Rennbahncircus».
У 1949 році Альтгофф придбав Туффі. Молода слониха швидко навчалася і легко піддавалася дресируванню. Дресирувальник часто використовував молоду слониху в рекламних цілях. У Рурському регіоні вона керувала трамваєм, доставляла ящики з пивом на риштування будівельників Золінгена, а в Дуйсбурзі здійснила плавання гаванню на вітрильнику. Франц Альтгофф завжди анонсував ці виступи заздалегідь, таким чином приваблюючи натовпи, фотографів — і увагу до свого цирку.
Іноді з твариною траплялись курйозні випадки. В Альтеттінгу вона випила всю святу воду з фонтана. В Обергаузені вона доїхала трамваєм до ратуші, де з'їла кімнатну рослину та букет квітів, а потім помочилася на перський килим. Альтгофф сплатив за завдані збитки, але був радий рекламному ефекту.

### Пригода у Вупперталі

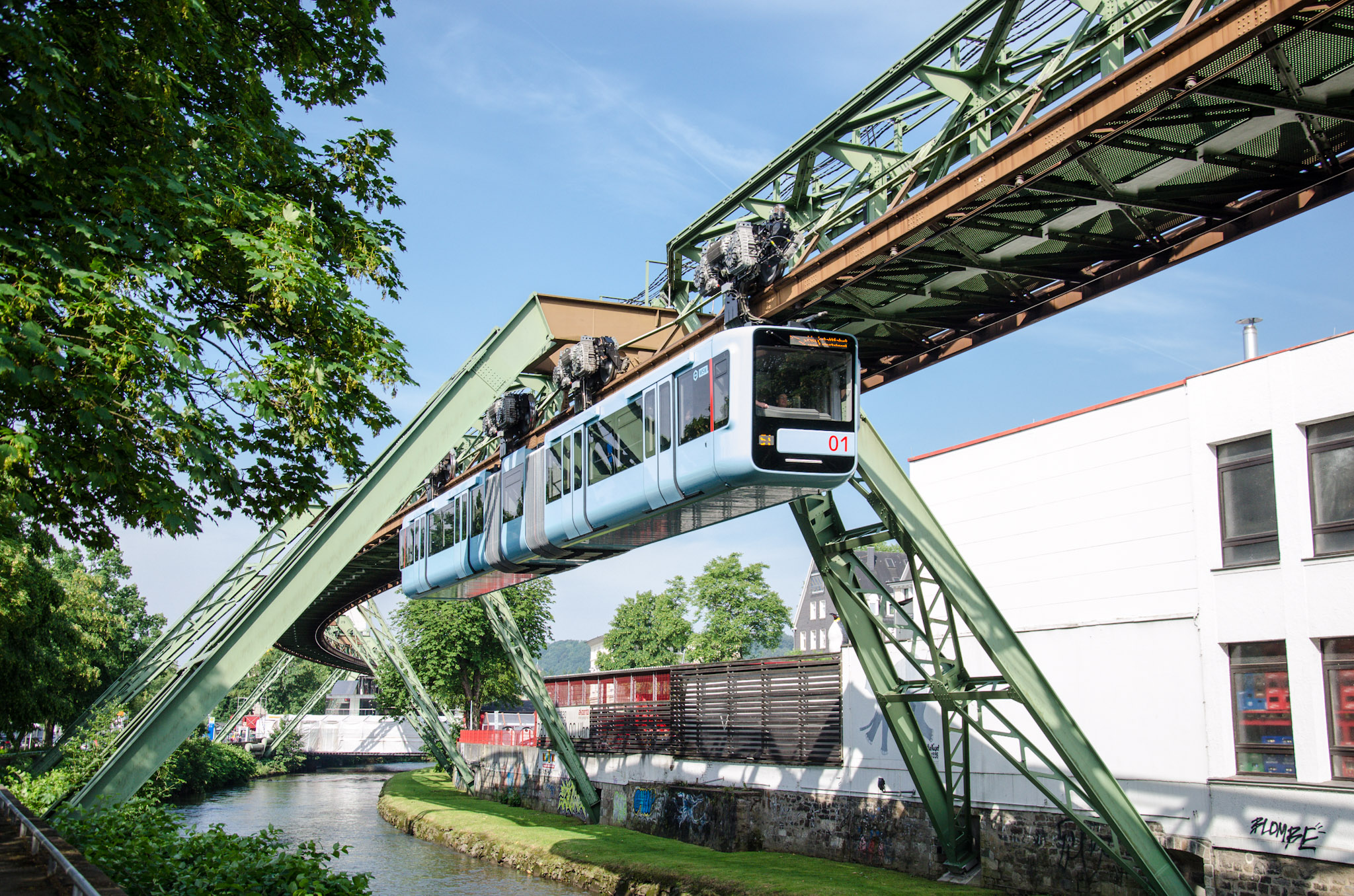
Вуппертальська підвісна дорога

У липні 1950 року цирк Франца Альтгоффа розпочав гастрольний тур у Вупперталі. Широко відомою як пам'яткою міста є підвісна залізниця і директор вирішує влаштувати рекламну акцію — покататися на ній з Туффі, щоб привернути увагу публіки. Йому вдається переконати владу здійснити поїздку і 21 липня хобот молодої слонихи просовується в касу на станції підвісної залізниці Альтер Маркт у Вупперталь-Бармен, щоб отримати п'ять квитків — чотири для Туффі та один для директора цирку. Рівно о 10:30 ранку вагон за номером 13 у напрямку Ельберфельда прибуває на зупинку, де для Туффі та її супутників зарезервовано місця. Але тут починаються складнощі: спочатку слониха ледве проходить крізь вузькі двері підвісної залізниці, потім у вагон набивається значно більше фотографів та глядачів, ніж було домовлено, бо ніхто не хотів пропустити видовище. Провідниця була дуже схвильована і весь час намагалася заспокоїти публіку. Тиснява була дуже великою і слониха почала нервувати. Вона хотіла обернутися, щоб побачити, що відбувається позаду неї, але спалахи фотокамер її налякали і вона пробила вікно та зовнішню стіну з лівого боку вагона та впала з висоти приблизно десять метрів у річку Вуппер за кілька сотень метрів від посадкової зупинки. Туффі пощастило: хоча Вуппер тут має глибину близько півметра, вона отримала лише кілька подряпин на сідницях, бо приземлилася в багнисте місце. Уламки скла у вагоні також легко поранили декілька пасажирів. Франц Альтгофф хотів стрибнути за своєю твариною, але його стримали пасажири. Фотографи були настільки спантеличені, що жоден з них не встиг сфотографувати момент падіння. Тому, всі фотографії стрибка є погано зробленим фотомонтажем. Слониху почали фотографувати, коли вона вже стояла у воді. Увечері того ж дня Туффі знову вийшла на арену у Вупперталі-Бармені.

### Подальша доля
Франц Альтгофф та начальник транспортного відділу комунальних послуг Вупперталя, який дозволив поїздку, були засуджені судом до штрафів у розмірі 450 німецьких марок за створення небезпеки для транспорту та тілесні ушкодження. Згідно з рішенням суду, підвісна залізниця була визнана непридатною як засіб перевезення слонів.
Відразу після цієї пригоди у пресі з'явилосьсь багато сенсаційних стаей, а Туффі отримала статус культової тварини для міста. Її зображення з'явилися на продукції молокозаводу, протягом кількох років прикрашали автобусну туристичну компанію, а також численні сувенірні товари, які досі продаються у Вупперталі.
Франц Альтгофф включив випадок з падінням з підвісної залізниці до свого номера. «Ну, то хотіла б ти знову покататися на підвісній залізниці?» — питав він відтоді на виступах Туффі. «Ні, правда? Ти ж дуже злякалася, чи не так?». Навіть після цього він продовжував возити тварину в трамваях з рекламною метою.
У 1968 році цирк Франца Альтгоффа розпався, а Туффі перейшла до французького цирку Алексіса Грюсса, де вона прожила до 1989 року. Сам Франц Альтгофф помер за два роки до того.

### Пам'ять
У Німеччині встановлено три пам'тники Туффі. Перші два знаходяться у Вупперталі, третій з'явився у 2022 році в Обергаузені. Її фото та портрети можна побачити у Вупперталі у найрізноманітніших місцях.